# Europees kampioenschap basketbal vrouwen 1938
Het 1e Europees kampioenschap basketbal vrouwen vond plaats in 1938 in Italië. 5 nationale teams speelden in Rome om de Europese titel.

## Toernooi
De 5 deelnemende landen speelden een halve competitie.
| Land      | Score   | Land        |
| --------- | ------- | ----------- |
| Italië    | 34 – 18 | Frankrijk   |
| Polen     | 24 – 21 | Litouwen    |
| Frankrijk | 43 – 18 | Zwitserland |
| Litouwen  | 23 – 21 | Italië      |
| Italië    | 27 – 19 | Polen       |
| Litouwen  | 28 – 10 | Zwitserland |
| Polen     | 34 – 6  | Zwitserland |
| Litouwen  | 20 – 14 | Frankrijk   |
| Polen     | 24 – 19 | Frankrijk   |
| Italië    | 58 – 8  | Zwitserland |

| Eindrangschikking |             |             |             |             |            |            |            |        |
| #                 | Land        | Wedstrijden | Wedstrijden | Wedstrijden | Doelpunten | Doelpunten | Doelpunten | Punten |
| #                 | Land        | G           | W           | V           | V          | T          | Saldo      | Punten |
| 1                 | Italië      | 4           | 3           | 1           | 140        | 68         | +72        | 7      |
| 2                 | Litouwen    | 4           | 3           | 1           | 92         | 69         | +23        | 7      |
| 3                 | Polen       | 4           | 3           | 1           | 101        | 73         | +28        | 7      |
| 4                 | Frankrijk   | 4           | 1           | 3           | 94         | 96         | -2         | 5      |
| 5                 | Zwitserland | 4           | 0           | 4           | 42         | 163        | -121       | 4      |

1938 · 
1950 · 
1952 · 
1954 · 
1956 · 
1958 · 
1960 · 
1962 · 
1964 · 
1966 · 
1968 · 
1970 · 
1972 · 
1974 · 
1976 · 
1978 · 
1980 · 
1981 · 
1983 · 
1985 · 
1987 · 
1989 · 
1991 · 
1993 · 
1995 · 
1997 · 
1999 · 
2001 · 
2003 · 
2005 · 
2007 · 
2009 · 
2011 · 
2013 · 
2015 · 
2017 · 
2019 · 
2021 · 
2023